# Роберт Меткалф
Ро́берт «Боб» Меткалф (англ. Robert Melancton "Bob" Metcalfe; нар. 7 квітня 1946 року Бруклін, США) — інженер, винахідник, вважається одним з родоначальників технології Ethernet, співзасновник компанії 3Com та автор закону Меткалфа.

## Біографія

### Молоді роки
Роберт Меткалф народився 7 квітня 1946 року в Брукліні (Нью-Йорк, США). Батько його був родом з Ірландії, а мати — з Норвегії. Після народження сина сім'я Меткалфів перебралась на Лонг-Айленд (штат Нью-Йорк). Батько Меткалфа лише закінчив середню школу, а потім, не маючи додаткової освіти, став працювати техніком в авіакосмічній промисловості.
Боб Меткалф в школі був старанним учнем. Саме в шкільні роки він уперше сів за комп'ютер. Щосуботи він їздив на комп'ютерні курси у Колумбійський університет. Там Боб вивчав три різних дисципліни, однією з яких був курс програмування. Його першим реальним комп'ютером був IBM 7094. На цьому комп'ютері Боб писав свої перші невеликі ігрові програми.
Згодом він вступив до Массачусетського технологічного інституту, де отримав у 1969 році два ступені бакалавра в галузі електротехніки та ділового менеджменту. Продовжив навчання у магістратурі Гарвардського університету і у 1970 році отримав ступінь магістра (англ. Master of Science degree; M.S.).

### Професійна діяльність
У 1972 році працював в компанії Xerox PARC над проектами персонального комп'ютера під назвою «Alto» та високопродуктивного лазерного принтера з колективним доступом. Завдання створення мережі для доступу до принтера була покладено на молодого випускника MIT Боба Меткалфа. Основними вимогами, що ставились до нової мережі, були висока швидкодія та можливість об'єднати декілька сотень комп'ютерів.
В кінці 1972 року Роберт закінчив розроблення комп'ютерної мережі, що мала швидкість 3 Мбіт/c. Він назвав її «Alto Aloha Network», але згодом перейменував свою розробку в «Ethernet».
У 1973 році захистив дисертацію по темі «Пакетна комунікація» й отримав ступінь доктора філософії (PhD). «Моя докторська дисертація у Гарварді ґрунтувалась на дослідженнях, що проводились у MIT, й була присвячена роботі мереж ARPANET (англ. Advanced Research Projects Agency Network) та ALOHAnet (англ. Additive Links On-line Hawaii Area), остання з яких це пакетна радіомережа у Гавайському унуверситеті», — згадував він. Саме в MIT з'явилось перше розуміння середовища комунікацій або «ефіру» (англ. «aether» від грец. αἰθήρ — aithēr), також пишеться як æther або ether).
22 травня 1973 року у Xerox PARC Меткалф завершив 13-сторінковий опис Ethernet. Він вважає цей день днем народження Ethernet. У тому ж році появилась перша апаратна плата Ethernet, що встановлювалась у ПК для побудови мережі. Його співавтор Девід Боггс (англ. David Boggs) називає днем народженням Ethernet інший день — 11 листопада 1973 — це коли уперше система почала реально працювати. Справжньої популярності Ethernet став набувати після виходу у 1976 році статті «Ethernet: Distributed Packet-Switching For Local Computer Networks» авторства Меткалфа і Боггса.
У 1979 році швидкість передавання даних Ethernet зросла до 10 Мбіт/c. До того часу Меткалф уже покинув Xerox й перейшов у Digital Equipment Corporation (DEC), куди його запросив Гордон Белл для створення локальної мережі. Однак, щоб не розпочинати усе спочатку, вони запропонували Xerox продовжити роботу із удосконалення Ethernet спільно з компанією DEC.
До початку червня 1979 року Меткалфу вдалось переконати представників корпорацій Intel, DEC та Xerox, що Ethernet повинен стати стандартом передавання пакетів по мережі персональних комп'ютерів. «Лише тоді я нарешті усвідомив, який успіх очікує Ethernet, й наважився на створення спеціалізованої компанії», — говорить Меткалф.
В 1979 році Меткалф заснував компанію 3Com (назва утворена з потрійної абревіатури від англ. COMputer COMmunications COMpability — сумісність комп'ютерних комунікацій), виробника комп'ютерного мережевого обладнання. Першою продукцією компанії у 1982 році став мережевий адаптер EtherLink. Серед перших клієнтів компанії 3Com були корпорація Transamerica Corporation й Білий дім.
У 1983 році IEEE затвердив Ethernet як міжнародний стандарт. Тим не менше цей стандарт, проект якого було вперше опубліковано 30 вересня 1980 року, не був підтриманий компанією IBM, однією з найвпливовіших організацій в галузі комп'ютерних технологій. IBM розробила принципово інший механізм організації локальної мережі, що отримала назву Token Ring. Однак, не дивлячись на опір IBM, саме Ethernet стала найпоширенішою технологією побудови мережі. У подальшому розвитку цієї технології з'явились Fast Ethernet, що дозволяє передавати дані зі швидкістю 100 Мбіт/с, Gigabit Ethernet, що забезпечує зв'язок на швидкості 1 Гбіт/с, 10 Gigabit Ethernet — швидкість передавання 10Гбіт/с. В кінці листопада 2006 року було прийняте рішення про початок розробок наступної версії стандарту з досягненням швидкості 100Гбіт/с (100 Gigabit Ethernet).
У 1990 Меткалф покинув 3Com через конфлікт з керівництвом компанії. Наступні 10 років він проявив себе як автор та видавець наукових публікацій, вів інтернет-сторінку журналу «InfoWorld» корпорації IDG (англ. International Data Group, Inc.). З 2001 року почав займатись венчурним бізнесом в результаті чого став генеральним партнером венчурної компанії «Polaris Partners».
У листопаді 2010 року Меткалф був обраний очільником групи із впровадження інноваційних ініціатив в Інженерній школі Кокрелла Техаського університету, де розпочав роботу у січні 2011

## Закон Меткалфа
Відомим є закон Меткалфа, який стверджує, що корисність мережі є пропорційною до квадрата числа користувачів цієї мережі ≈ n2. Він ґрунтується на тому факті, що кількість унікальних зв'язків в мережі з числом вузлів n може бути математично виражена трикутним числом n(n-1)/2, яке з ростом n асимптотично наближається до n2. Закон був вперше сформульований Робертом Меткалфом стосовно до Ethernet. Закон описує таке явище як мережевий ефект й проявляється у соціальних мережах та мережевому маркетингу.

## Хибні прогнози
Роберт Меткалф у 1995 році сказав InfoWorld, що «інтернет ось-ось перетвориться у наднову зірку й вибухне у 1996 році».  Такий прогноз він зробив через сумніви, що інфраструктура Web здатна буде витримати постійно наростаючий попит. Два роки згодом він визнав помилковість своїх слів.
У 2011 році Меткалф висловив «TechCrunch» аналогічну думку щодо соціальних мереж, порівнюючи їх з великою мильною бульбашкою: «Вона повинна луснути, як лускаються усі мильні бульбашки».
Він прогнозував відмирання бездротових мереж до середини 1990-х .
Меткалф також відомий своєю різкою критикою програмного забезпечення з відкритим вихідним кодом і Linux зокрема, прогнозуючи, що останній буде знищений після того, як Microsoft випустить операційну систему Windows 2000: «ідеологія руху Open Source є утопічною нісенітницею […] що нагадує мені про комунізм. … Linux [схожий на] органічне програмне забезпечення, вирощене в утопії спіритуалістів […]. Коли вони приносять органічні фрукти на ринок, ви доплачуєте за невеликі яблука з відкритими виразками – це Рух з Відкритими Виразками. Коли [Windows 2000]  прийде сюди, до побачення Linux» .

## Нагороди
- Премія імені Грейс Мюррей Гоппер (1980)
- Золота медаль імені Александра Грема Белла (1988)
- Медаль пошани IEEE (1996)
- Національна медаль технологій та інновацій (2003)
- Премія Марконі (2003)
- Медаль в галузі технологій за «Лідерство у винахідництві» (2005)
- C&C Prize (2011)
- Зала слави Інтернету (2013)